# Muồng lùn
Chamaecrista pumila là một loài thực vật có hoa trong họ Đậu. Loài này được (Lam.) K.Larsen miêu tả khoa học đầu tiên.